# NA-2322
La NA-2322 es una carretera que comunica el pueblo de Mendióroz con la NA-150.

## Recorrido
| Denominación | Kilómetro | Salida                | Carretera             | Dirección             |
| ------------ | --------- | --------------------- | --------------------- | --------------------- |
| NA-2322      | 0         |                       | NA-150                | Pamplona Aoiz         |
| NA-2321      | 1         | Travesía de Mendióroz | Travesía de Mendióroz | Travesía de Mendióroz |

- Datos: Q12264100